# Zabel Essayan
Pour les articles homonymes, voir Essayan.
Zabel Essayan (en arménien Զապէլ Եսայեան ; née à Scutari en 1878, morte pendant sa déportation en 1943, en Transcaucasie (?)), née Zabel Hovhannessian, est une romancière arménienne qui a parcouru l'Europe pour défendre la cause de son peuple. Elle est considérée par la diaspora arménienne comme l'une des premières femmes de lettres de sa génération, par son tempérament, son engagement au profit des plus déshérités et par la noblesse de son écriture. Elle demeure célèbre en tant qu'écrivain et intellectuelle pour son chef-d'œuvre : Dans les ruines, écrit pendant les massacres d'Adana en 1909 et publié en 1911.

## Biographie
Zabel Hovhanessian naît en 1878 à Scutari dans un quartier de Constantinople, sur la rive asiatique du Bosphore. Après ses études primaires et secondaires pendant lesquelles elle est l'élève d'Archag Tchobanian, elle migre pour la France à l'âge de dix-sept ans et s'installe à Paris où elle fréquente le cercle de René Ghil et le groupe de l'Abbaye de Créteil. Elle suit les cours de littérature et de philosophie à l'université de la Sorbonne ainsi qu'au Collège de France. Elle rencontre le peintre Tigran Essayan et ils se marient en 1900.
En 1895, Zabel Essayan publie son premier poème en prose dans la revue Tsakhik (« Fleur »). L’œuvre et l'exemple de Serpouhi Dussap, première romancière arménienne, l'encouragent à poursuivre. Elle publie ensuite de nombreux essais, des nouvelles, des articles et des traductions dans Écrits pour l'art notamment. Ses écrits sont édités dans des périodiques arméniens comme Massis, Anahit, Arevelian Mamoul (« La Presse orientale »).
En 1902, à 24 ans, elle retourne à Constantinople et devient enseignante ; en 1908, elle est membre de la Fédération révolutionnaire arménienne. Ce qui est contredit par les travaux de Léon Ketcheyan dans sa notice biographique à sa traduction de Dans les ruines. En 1909, à la suite des massacres de Cilicie, elle devient membre de la commission d'enquête créée par le Patriarcat arménien de Constantinople et la Croix-Rouge et se rend à Adana, où elle séjourne pendant trois mois. Elle tient une riche correspondance qui lui servira à l'écriture de Dans les ruines, livre-clé pour comprendre les heures les plus sombres de l'histoire arménienne.
Elle publie en 1911 son livre majeur, Dans les ruines, roman qui porte sur les massacres d'Adana et témoigne d'une réflexion sur la violence. En effet, Essayan se refuse à la littérature et se borne au rôle de « témoin » des événements tragiques qui se déroulent sous ses yeux. En 1915, elle échappe à la déportation et à la mort lors du génocide arménien en vivant dans la clandestinité à Constantinople. Elle fuit en Bulgarie, puis, elle part pour le Caucase et devient membre du Conseil des Arméniens occidentaux en 1917 (issu du Congrès des Arméniens occidentaux). Après la Grande Guerre, elle collabore aux travaux de la Délégation de la République arménienne à Paris. Elle s'occupe des secours aux réfugiés et aux orphelins dans divers centres du Proche-Orient. Journaliste, elle dirige le journal Erevan (1925-1930) et participe aux activités littéraires de son temps. Elle est célèbre pour l'écriture dans les années 1920 de Le rôle de la femme pendant la guerre. En 1926, elle part pour l'Arménie soviétique. Elle revient en France et écrit son Prométhée déchaîné qu'elle publie à Marseille en 1928.
En 1933, elle quitte l'Europe et s'installe définitivement en Arménie à l'invitation du gouvernement, où elle devient titulaire de la chaire de littérature occidentale à l'Université d'État d'Erevan. Elle assiste l'année suivante à Moscou au premier congrès des écrivains soviétiques. Son dernier livre, Les Jardins de Silihdar, paraît en 1935 à Erevan. Ce roman témoigne de la vie des Arméniens avant les massacres hamidiens. C'est aussi la chronique d’un quartier pittoresque et cosmopolite de la ville de Constantinople à la fin du XIXe siècle. Deux autres volumes de souvenirs devaient voir le jour.
Mais ses projets éditoriaux s'arrêtent avec les Grandes Purges staliniennes de 1937. Victime de la terreur, jugée et emprisonnée la même année, elle disparaît sans laisser de trace vérifiable, malade, ou déportée dans les environs de la Transcaucasie, sans aller jusqu'en Sibérie. Elle meurt probablement à 65 ans en 1943 pendant son dernier voyage qui fut à l'image de sa vie tragique.

## Point de vue
Selon Valentina Calzolari, « l'exemple de l'endurance et de l'activité des veuves des nobles arméniens disparus dans la guerre du Ve siècle fut repris par la littérature féministe arménienne du XIXe siècle comme exemple du rôle actif que la femme peut jouer dans la société. Lors d'une conférence prononcée dans la Salle des ingénieurs civils, à Paris, le 17 janvier 1920, Zabel Essayan exalta « le rôle de la femme arménienne pendant la guerre », rappelant qu'aux jours de l'adversité les femmes arméniennes « redevinrent les dignes sœurs de ces dames arméniennes du Ve siècle, dont l'attitude admirable [avait été] transmise par l'historien Élisée ». Calzolari souligne, qu'« il est intéressant de remarquer que le modèle ancien, puisé dans le patrimoine littéraire national, est évoqué par Essayan en même temps que le modèle contemporain des « sœurs d'Occident » — un double paradigme qui suggère que les Arméniens peuvent trouver dans le bagage hérité du passé la force qui leur permettra de « marcher au même pas » que les voisins occidentaux, pour reprendre l'expression d'Essayan ». C'est à une nouvelle « patrie spirituelle » (selon l'expression de Nicolas Sarafian), que de nouveaux écrivains en quête de « nouveaux défis identitaires », toujours selon Valentina Calzolari, essayent aujourd'hui de faire face, « faute de pouvoir se rapporter à une patrie territoriale perdue à jamais ».

## Œuvre

### Ouvrages
- Les crépuscules de Scutari et autres histoires, publié en 1905 à Smyrne (Izmir)
- Dans les ruines 1909, publié en 1911, traduit en français en 2011[12].
- Mourad.
- Journal.
- Mon âme en exil, 1917. (récits personnels)
- Prométhée déchaîné, 1928.
- Les Jardins de Silihdar, 1935.

### Articles
- « Chronique - Le rôle de la femme arménienne pendant la guerre », Revue des études arméniennes, vol. 2, no 1,‎ 1922, p. 121-138 (lire en ligne)

### Traductions
- Chouchik Dasnabédian, Zabel Essayan ou L'Univers lumineux de la littérature, Antélias, Éditions du Catholicossat arménien de Cilicie, 1988, 173 p. (ASIN B0019T4WQ4)
- Zabel Essayan (trad. Pierre Ter Sarkissian), Les Jardins de Silihdar, Paris, Albin Michel, 1994, 214 p. (ISBN 978-2-226-06416-5)
- Gérard Chaliand (dir.), Fragments d'Arménie, Paris, Omnibus, 2007, 844 p. (ISBN 978-2-258-07388-3)
- Zabel Essayan (trad. Léon Ketcheyan), Dans les ruines : Les massacres d'Adana, avril 1909, Paris, Phébus, coll. « Essais et documents », 2011, 304 p. (ISBN 978-2-7529-0503-1)
- Zabel Essayan (trad. Anahide Drézian et Alice Der Vartanian, postface Krikor Beledian), Mon âme en exil, Marseille, Parenthèses, 2012, 80 p. (ISBN 978-2-86364-266-5)
- Zabel Essayan et Hayg Toroyan (trad. Marc Nichanian, postface Marc Nichanian), L'Agonie d'un peuple, Paris, Classiques Garnier, coll. « Littérature, histoire, politique », 2013, 211 p. (ISBN 978-2-8124-0856-4)